# 38 Dub Band
 (juin 2019).
Le 38 Dub Band est un groupe de dub et de reggae instrumental dans la tradition des formations jamaïcaines des années 1960 et 1970 tels The Wailers ou The Revolutionaries.

## Historique
Le groupe 38 Dub Band est né en 1995. Il produit une musique influencé par le jazz et la musique jamaïquaine,. Leur premier album, intitulé Stepping Forward Dub, sort en 1997 et compte 5 titres. Il est mixé par le batteur Blood Shanti et mastérisé à Londres par Aba Shanti I. 
Leur deuxième album, Volume Un, sort en 2000. Le disque marque également la première collaboration du groupe avec le preneur de son Timour Cardenas (Papa Wemba, Salif Keita, Peter Gabriel, etc.) qui apporte une touche « dub » à la formation. Le groupe sort un troisième album, Red Light, en 2006.

## Membres
- Olivier « Mars » Mellet : composition, claviers
- Stéphane « Momai » Malroux : basse, saxophones alto et baryton, composition
- Julien « Drumy » Pierre : batterie
- Laurent « Zoul » Mallet : percussion, production
- Laurent « Dapé » Dapélo : guitare rythmique
- Denis « Tyron » Théry : claviers
- Michel « Mitch » Raffalli : guitare solo, basse, composition
- Mathias « Mat » Luszpinski : sax ténor, flûte, composition
- Jerry Edwards : trombone
- Martine « Tatie » Degioanni : trombone
- Marine Luszpinski : illustrations et pochettes
- Timour Cardenas : prise de son, mixage

### Anciens
- Eric « Jaja » Jacquet : batterie
- Zinédine « Ziggy » Atoui : trombone
- Stéphane « Fly » Mandard : batterie
- Olivier « Sidd » Sida : guitare rythmique
- Florentin « Mr. Flotin » : trompette

## Discographie
- Shanti Mix - Stepping Forward Dub (1997)
- Volume Un (2000)
- Red Light (2006)